# Polyceratocarpus pellegrinii
Polyceratocarpus pellegrinii Le Thomas – gatunek rośliny z rodziny flaszowcowatych (Annonaceae Juss.). Występuje naturalnie w Gabonie. 

## Morfologia
PokrójZimozielone drzewo.
LiścieMają podłużny kształt. Mierzą 13–31 cm długości oraz 3–6,5 cm szerokości. Są skórzaste. Nasada liścia jest klinowa. Blaszka liściowa jest o długo spiczastym wierzchołku. Ogonek liściowy jest nagi i dorasta do 5–6 mm długości.
KwiatySą pojedyncze lub zebrane w pary, rozwijają się w kach pędów. Mają zielonożółtawą barwę. Działki kielicha mają trójkątnie owalny kształt i dorastają do 3–4 mm długości. Kwiaty męskie mają płatki o żółtej barwie i podłużnie eliptycznym kształcie, osiągają do 20–25 mm długości, natomiast kwiaty żeńskie mają trójkątnie owalne płatki, które mierzą 1–14 mm długości. Dno kwiatowe jest prawie kuliste. Kwiaty mają 8–9 owłosionych owocolistków o cylindrycznym kształcie i długości 3 mm.

## Biologia i ekologia
Rośnie w wiecznie zielonych lasach deszczowych, często w towarzystwie roślin z rodziny marantowatych.